# 前田由紀子
前田 由紀子（まえだ ゆきこ、5月31日 - ）は、近畿地方を拠点に活動している日本のフリーアナウンサー。オフィスキイワード所属。

## 来歴
大阪府豊中市出身。大手前女子短期大学卒業。元ミス大阪で、1984年開催の第1回東宝「シンデレラ」オーディションにも参加したことがある。
キイワードアナウンススクール大阪教室（オフィスキイワード大阪本社内）の受講を経てフリーアナウンサーになる。

## 担当番組

### テレビ番組
- DODONGO!（読売テレビ）
- まるごとバファローズタイム（読売テレビ）
- おもしろサンデー（読売テレビ）
- 西川きよしの大阪探検（テレビ大阪）
- ハートフルミュージアム（サンテレビ）
- 新伍Niタッチ!（毎日放送）
- 合コン!合宿!解放区!（朝日放送）
- わがまち和歌山（テレビ和歌山）
- 日曜競馬中継（KBS京都） - アシスタント
- おはよう朝日です（朝日放送） - 木曜アシスタント（1995年4月6日 - 1996年3月28日）
- 大阪ほんわかテレビ（読売テレビ）
- 石橋勝のボランティア21（テレビ大阪）
- ハイビジョン競馬（関西テレビ）
- ぶるるるぶびわこ（びわ湖放送）
- OTSU21（びわ湖放送）
- かたらいプラザ（J:COM 豊中・池田）
- あぐり京都（KBS京都） - アシスタント（2009年6月28日 - ）
- 首長が語る〜わがまち輝きメッセージ〜（テレビ和歌山）
- The Hit（サンテレビ） - アシスタント

### ラジオ番組
- 土曜はノリのり（ABCラジオ）